# Genesis-Apokryphon
Das Genesis-Apokryphon (Sigel 1Q20, 1QapGen oder 1QGenAp) ist eine Lederrolle, die etwa zwischen 25 v. Chr. und 50 n. Chr. in aramäischer Sprache beschrieben wurde. Sie enthält einen Text, der Ereignisse um die biblischen Personen Lamech, Henoch, Noach und Abraham in einer Form und mit Angaben erzählt, die über die Berichte des 1. Buches Mose (Genesis) hinausgehen. Die Geschichten werden oft in der Ich-Form erzählt und basieren auch auf dem Buch der Jubiläen und dem Henochbuch.
Die Handschrift ist stark beschädigt, viele Textstellen sind nicht leserlich, der Text bricht nach der 22. Kolumne ab.
Das Fragment wurde 1947 in Höhle 1 in Qumran am Toten Meer gefunden. Es befindet sich heute im Schrein des Buches, einem Gebäude des Israel-Museums in Jerusalem.